# Cemitério do Hospital de Caridade de Florianópolis
O Cemitério do Hospital de Caridade de Florianópolis, também conhecido como Cemitério da Irmandade do Senhor Jesus dos Passos, é um cemitério localizado no município de Florianópolis. Foi estabelecido em 1852. Está localizado  nos fundos do Hospital de Caridade de Florianópolis.

## Alguns sepultamentos
- Adolfo Konder[1]
- Antônio Vicente Bulcão Viana[4]
- Cid Gonzaga[4]
- Delminda Silveira[4]
- Eduardo Otto Horn[4]
- Francisco Topp[4]
- Germano Wendhausen[4]
- Joe Collaço[4]
- Manuel da Silva Mafra[4]
- Olga Brasil da Luz[4]
- Osvaldo Rodrigues Cabral[4]
- Othon da Gama Lobo d'Eça[4]
- Pedro Lopes Vieira[5]
- Zury Machado[4]